# 자유 대류 고도
자유 대류 고도(Level of free convection, LFC)는 포화도가 동일한 고도의 환경보다 따뜻해질 때까지 공기 덩어리가 단열적으로 상승하여 양성 부력이 자체 유지 대류를 시작할 수 있는 대기의 고도이다.

## LFC 찾기
LFC를 찾는 일반적인 방법은 구획의 포화 혼합 비율 선을 넘을 때까지 건조 단열 감률을 따라 낮은 고도에서 구획을 들어 올리는 것이다. 이것이 상승 응결 고도(lifted condensation level, LCL)이다. 거기서부터 소포의 온도가 평형 고도(EL)의 공기 질량 온도에 도달할 때까지 습윤 단열 감률을 따르다. 습한 단열을 따라 있는 소포의 온도가 추가 상승 환경보다 따뜻하면 LFC를 발견한 것이다.

## 같이 보기
- 대기열역학